# إيرج (سراب)
إيرج هي قرية في مقاطعة سراب، إيران. عدد سكان هذه القرية هو 85 في سنة 2006.